# Legends of Runeterra
Legends of Runeterra es un Juego de cartas coleccionables digital de 2020 desarrollado y publicado por Riot Games. Inspirándose en el juego físico de cartas coleccionables Magic: The Gathering, los desarrolladores buscaron crear un juego dentro del mismo género que redujera significativamente la barrera de entrada. Desde su lanzamiento en abril de 2020, el juego ha sido gratuito y se monetiza a través de cosméticos adquiribles. El juego está disponible para Microsoft Windows y los sistemas operativos móviles iOS y Android.
Al igual que otros juegos de cartas coleccionables, los jugadores juegan uno contra uno para reducir la vida de su oponente a cero. Las cartas vienen en una variedad de tipos y pertenecen a una de las nueve regiones (grupos de cartas con una identidad de juego similar). Una característica importante es el ritmo de combate del juego; a diferencia de otros juegos de cartas coleccionables, cada jugador alterna entre atacar y defender en cada turno. Muchos personajes de League of Legends, un Videojuego multijugador de arena de batalla en línea de Riot Games, aparecen en Legends of Runeterra. El universo ficticio de Runaterra, lanzado por el desarrollador a través de cuentos, cómics y una próxima serie animada, proporciona ambientación para las regiones del juego.
Legends of Runeterra ha sido bien recibido por los críticos, que señalan sus generosos sistemas de progresión, jugabilidad accesible y efectos visuales de alta calidad.

## Jugabilidad
Legends of Runeterra es un Juego de cartas coleccionables digital jugado uno contra uno. Al principio, el Nexo de ambos jugadores tiene 20 puntos de vida; el primero en caer a cero pierde. Los jugadores comienzan cada partida con una mano de cuatro cartas, que pueden intercambiar por otra carta aleatoria de su mazo. En cada ronda, ambos jugadores roban una carta. Las cartas se juegan gastando maná; los jugadores comienzan con cero maná y obtienen un cristal de maná adicional por ronda hasta un máximo de diez. Un máximo de tres cristales de maná no gastados se almacenan automáticamente al final de una ronda como maná de hechizo; esto se puede utilizar en rondas futuras para lanzar hechizos, pero no puede invocar cartas de unidad.
Una de las características distintivas del juego es su ritmo de combate. En cada ronda, la "ficha de ataque", un símbolo que indica qué jugador puede atacar y quién defenderá, se alterna de un jugador a otro. Esto se refleja visualmente en la mitad del tablero de cada jugador, con un icono de espada que representa el ataque o un escudo para la defensa. Algunas cartas permiten a los jugadores atacar cuando no tienen la ficha de ataque.

### Cartas
Cada carta del juego pertenece a una región; en el juego estándar, un mazo puede usar cartas de hasta dos regiones. Las regiones tienen un estilo de juego e identidad distintos. A diferencia de otros juegos de cartas coleccionables, no hay cartas neutrales que se puedan usar en todos los mazos. Las regiones se originan en el universo expandido de League of Legends. Tras el lanzamiento inicial del juego, había tres tipos de cartas: campeones, seguidores y hechizos. Las cartas de campeón son los personajes jugables de League of Legends. Estas cartas son únicas dentro del juego porque pueden subir de nivel. Nivelar un campeón transforma la carta, y todas las copias de la misma en el mazo del jugador, en una versión más poderosa de la carta. Las cartas de unidad, que incluyen campeones y no campeones (seguidores), tienen un número que representa su ataque y su estadística de vida; El ataque es la cantidad de daño que una unidad inflige al Nexo o su bloqueador, mientras que la vida refleja el daño máximo que puede recibir una carta antes de ser retirada del juego.
Las cartas de hechizo tienen una "velocidad", que indica cuándo se pueden jugar y de qué manera el oponente puede responder, si es que lo hace. En el lanzamiento, había tres velocidades: lenta, rápida y ráfaga. Los hechizos de velocidad lenta no se pueden jugar durante el combate activo,  pasan la prioridad al oponente y se puede responder con hechizos rápidos o de ráfaga; los hechizos rápidos se pueden jugar durante el combate y no pasan prioridad; y los hechizos de velocidad ráfaga resuelven su efecto instantáneamente sin oportunidad de respuesta del oponente. Una cuarta velocidad, Enfoque, se resuelve inmediatamente y no pasa por alto la prioridad de turno, pero solo se puede usar fuera del combate. Las cartas de unidad no tienen velocidad, pero terminan el turno de un jugador dentro de una ronda.
Se agregó otro tipo de carta en la expansión Imperios de los Ascendidos: Hitos. Los hitos se juegan con maná de unidad normal y consumen una posición en el tablero del jugador; no pueden bloquear ni atacar. Algunos hitos tienen una mecánica de "cuenta regresiva", en la que causan un efecto fijo después de un cierto número de rondas.

## Desarrollo y lanzamiento
Los empleados de Riot Games habían considerado hacer un juego de cartas desde los inicios de la historia de la empresa. La compañía tiene un número significativo de fanáticos del género de los juegos de cartas coleccionables. El director de equilibrio de Legends of Runeterra, Steve Rubin, señaló a Jeff Jew, el productor ejecutivo del juego y uno de los primeros empleados de Riot Games, y Andrew Yip, como grandes admiradores de Magic: The Gathering. Había varios conceptos diferentes del juego, pero Legends of Runeterra se desarrolló principalmente durante tres años a partir de 2017. Riot reclutó a competidores profesionales de Magic como probadores de juego iniciales; de ellos, Steve Rubin fue invitado a regresar de forma permanente y luego se trasladó al equipo de diseño. Rubin señaló que el anuncio de Artifact hizo que los desarrolladores consideraran apresurar el lanzamiento del juego, pero finalmente decidieron pulir el juego y apuntar a una demografía más amplia.
Un desafío significativo en el desarrollo fue determinar la mecánica de la adquisición de cartas; una primera iteración en la que los jugadores simplemente desbloqueaban combinaciones de regiones fue mal recibida por Betatesters, que perdían la satisfacción de recolectar todas las cartas. La accesibilidad era una prioridad para los desarrolladores, que buscaban brindar una experiencia familiar sin obligar a los jugadores a comprar "paquetes de refuerzo", un paquete aleatorio de cartas común en el género CCG. Los desarrolladores pusieron un límite en la cantidad de cartas que se podían comprar a cambio de dinero real cada semana. En cambio, los jugadores reciben una cantidad de cartas aleatorias cada semana que se ajusta a la frecuencia con la que juegan, y una mecánica llamada Comodín, una forma en que los jugadores pueden crear directamente las cartas deseadas. Jeff Jew dijo que la colección de cartas sin fricciones para los jugadores les permite a los desarrolladores equilibrarse de manera más receptiva, ya que los jugadores no se molestarían si un mazo en el que gastaron hasta US$100 construyendo se había debilitado.

### Lanzamiento y expansiones
Legends of Runeterra fue revelado en el evento de celebración de Riot Games del décimo aniversario de League of Legends el 15 de octubre de 2019; las solicitudes para el período beta cerrado comenzaron después de la conclusión de la transmisión. Eurogamer observó el momento inusual de la revelación, dado el reciente fracaso de Artifact de Valve y la disminución de la audiencia de Hearthstone de Blizzard Entertainment . El primer período de beta cerrada finalizó en octubre de 2019. Un segundo periodo prorporcionó acceso a un modo adicional llamado Expediciones del 14 al 19 de noviembre de 2019. La beta abierta, que da acceso a todos los jugadores, comenzó el 24 de enero de 2020; a diferencia del período de la beta cerrada, las cartas y los cosméticos comprados en la beta abierta se trasladaron al lanzamiento en vivo del juego.
El juego fue lanzado el 29 de abril de 2020; aunque el período beta se limitó a los usuarios de Windows, el lanzamiento acompañó al lanzamiento del juego en los sistemas operativos móviles iOS y Android. Durante la beta, el juego había incluido seis regiones, con cuatro cartas de campeón por región y 294 cartas en total. El lanzamiento oficial también trajo una nueva expansión al juego, Marea Creciente, que presenta 120 cartas nuevas y una nueva región: Aguasturbias. Junto con las nuevas cartas, las expansiones contienen nuevas mecánicas de juego y un mayor desarrollo de las existentes. Cada región existente recibió un campeón adicional, y Aguasturbias contando con seis. Con la segunda expansión del juego, El Llamado de la Montaña, Riot Games modificó el calendario de lanzamientos, con cada expansión abarcando tres "sets". 'El Llamado de la Montaña introdujo la región del Monte Targón y se lanzó para PC y dispositivos móviles el 27 de agosto de 2020. La región de Shurima se convirtió en parte del juego con la expansión Imperios de los Ascendidos, lanzada el 3 de marzo de 2021.

## Recepción
Legends of Runeterra recibió críticas positivas. Según el agregador de reseñas Metacritic, el juego tiene un promedio ponderado de 87/100.
Muchos medios destacaron que el juego era accesible para los recién llegados al género y al mismo tiempo conservaba su profundidad. Cam Shea de IGN otorgó al juego un 9/10, señalando que logró mantener su complejidad al mismo tiempo que optimizaba elementos de otros juegos de cartas coleccionables, como Magic: The Gathering. Jason Coles de NME escribió que "bien podría ser el juego de cartas más accesible que existe".
También es de destacar el generoso modelo comercial gratuito del juego, especialmente en relación con otros juegos del mismo género. Dándole al juego un 85/100, Steven Messner de PC Gamer notó la ausencia de "paquetes de refuerzo", paquetes de cartas que se pueden comprar con moneda real, habiendo sido reemplazados por un generoso sistema de pase de batalla que ofrece una gran cantidad de cartas y material de artesanía gratis cada semana. Messner también mencionó la facilidad de alcanzar el nivel máximo del pase de batalla cada semana.

### Premios
El juego fue nominado como Mejor juego para dispositivos móviles en The Game Awards 2020. Apple lo nombró el Juego para iPad del año.